# Вертикальный монтаж
Вертикальный монтаж — это монтаж элементов разной природы, в первую очередь — изображения и звука. Термин введен советским режиссером С.М. Эйзенштейном в цикле статей за 1940-й год «Вертикальный монтаж». В своей работе кинематографист описывает такую модель вертикального монтажа, при которой изобразительный ряд пластически соответствует движению музыки и наоборот, что позволяет зрительным и звуковым образам дополнять и усиливать друг друга.

## Смысл названия и сущность
С. М. Эйзенштейн сравнивает монтажную схему звукового фильма с внешним видом оркестровой партитуры, которая предполагает не только движение отдельного инструмента по горизонтали (партия), но и вертикальную взаимосвязь всех инструментов оркестра в каждую данную единицу времени (партитура). В звукозрительной партитуре кино к музыке прибавляется еще одна строка — последовательно переходящих друг в друга зрительных кадров.
«С точки зрения монтажного строя изображения здесь уже не только «пристройка» куска к куску по горизонтали, но и «надстройка» по вертикали над каждым куском изображения — нового куска другого измерения — звукокуска, то есть куска, сталкивающегося с ним не в последовательности, а в единовременности», — пишет С.М. Эйзенштейн.
При этом важно помнить, что каждая из строк после «столкновения» продолжает оставаться многоголосой партитурой. Исходя из этого происходит поиск соответствий между ними, нацеленный на создание звукозрительной подлинной синхронности. Последняя предполагает, что сквозь наложенные партитуры обязательно должен проступать образ темы, смысл эпизода или сцены. Это единение искусств, воплощенная в подлинном  синтезе музыкальной гармонии и пластики киноповестования, и есть основная идея вертикального монтажа.

## Разновидности звукозрительной синхронности
С. М. Эйзенштейн работал над проблемой соединения пластического и звукового рядов. Иными словами, искал способы закономерно сочетать и разводить строки в звукозрительной партитуре подобно тому, как это делается в музыке. По его мнению, связующим звеном между пластическим и звуковым рядами является движение, которое позволяет выделить следующие случаи синхронности:
1. Фактическая синхронность — это натуральное звучание снимаемого предмета или явления. При такой синхронности в сочетании звука и изображения устанавливается не требуемая задачами выразительности, а просто существующая в природе связь, что не имеет отношения к искусству.
2. Метрическая и ритмическая синхронность, при которых пластический и звуковой ряды подчиняются одному ритму: от простого «метрического» совпадения акцентов до ритмического контрапункта в игре несовпадения длин, ударений, повторов.
3. Мелодическая синхронность, при которой пластические средства выражения вторят не только движению ритма, но и линии движения мелодии.
4. Тональная синхронность, при которой учитывается не только движение-перемещение линии, но и колебательное движение между звуками разной высоты и тональности. Такому движению в изобразительном ряде вторят цвет и свет.
5. Обертонная синхронность — это полифонное звучание пластического и звукового рядов как целых.

## Специфика соотнесения звука, цвета и изображения
Развивая теорию вертикального монтажа, С. М. Эйзенштейн отмечает, что процесс сведения звука, цвета (как еще одной партитуры, «надстройки») и изображения должен основываться не на «имманентных законах абсолютных значений и соотношений цветов и звуков и абсолютных соответствий между ними и определенными эмоциями», а на представлении об образном строе будущего произведения. То есть автор сам предписывает звукам и цветам служить тем назначениям и эмоциям, которым он считает нужным.
«Здесь дело никогда не решается и никогда не решится непреложным каталогом цветосимволов, но эмоциональная осмысленность и действенность цвета будет возникать всегда в порядке живого становления цветообразной стороны произведения, в самом процессе формирования этого образа, в живом движении произведения в целом», — пишет С.М.Эйзенштейн.
Примером образной относительности цвета, который иллюстрирует и образную относительность любой другой партитуры (звук, пластика), может послужить развитие темы белого и черного цвета в фильмах «Старое и новое» и «Александр Невский».
|                     | Белый цвет                                                               | Черный цвет                                               |
| ------------------- | ------------------------------------------------------------------------ | --------------------------------------------------------- |
| «Старое и новое»    | связан с радостью, жизнью, новыми формами хозяйствования                 | связан со всем реакционным, преступным и отсталым         |
| «Александр Невский» | связан с темой жестокости, злодейства, смерти (цвет рыцарских облачений) | связан с русскими войсками, темой геройства и патриотизма |

## Практика: «Александр Невский»

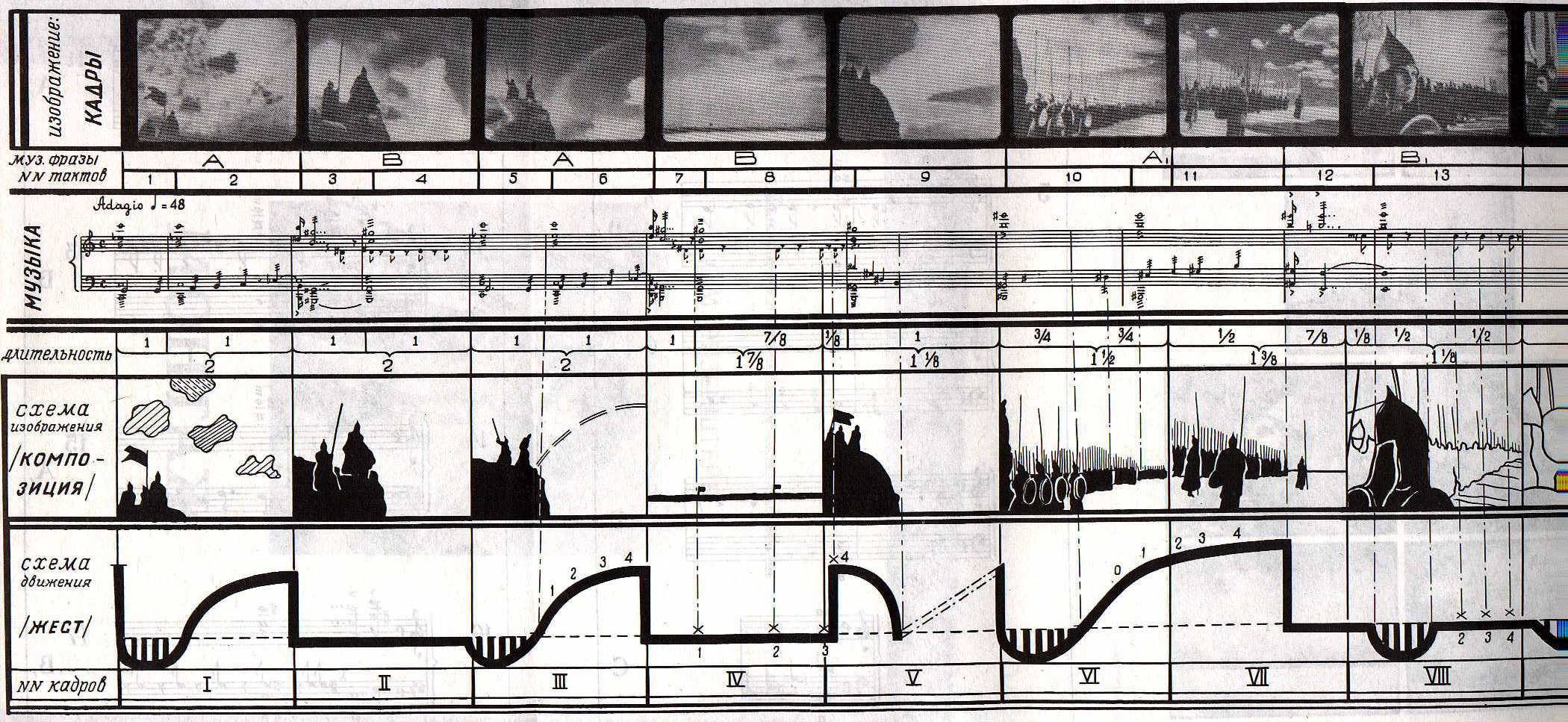
Схема звукозрительного движения в эпизоде фильма "Александр Невский", часть 1

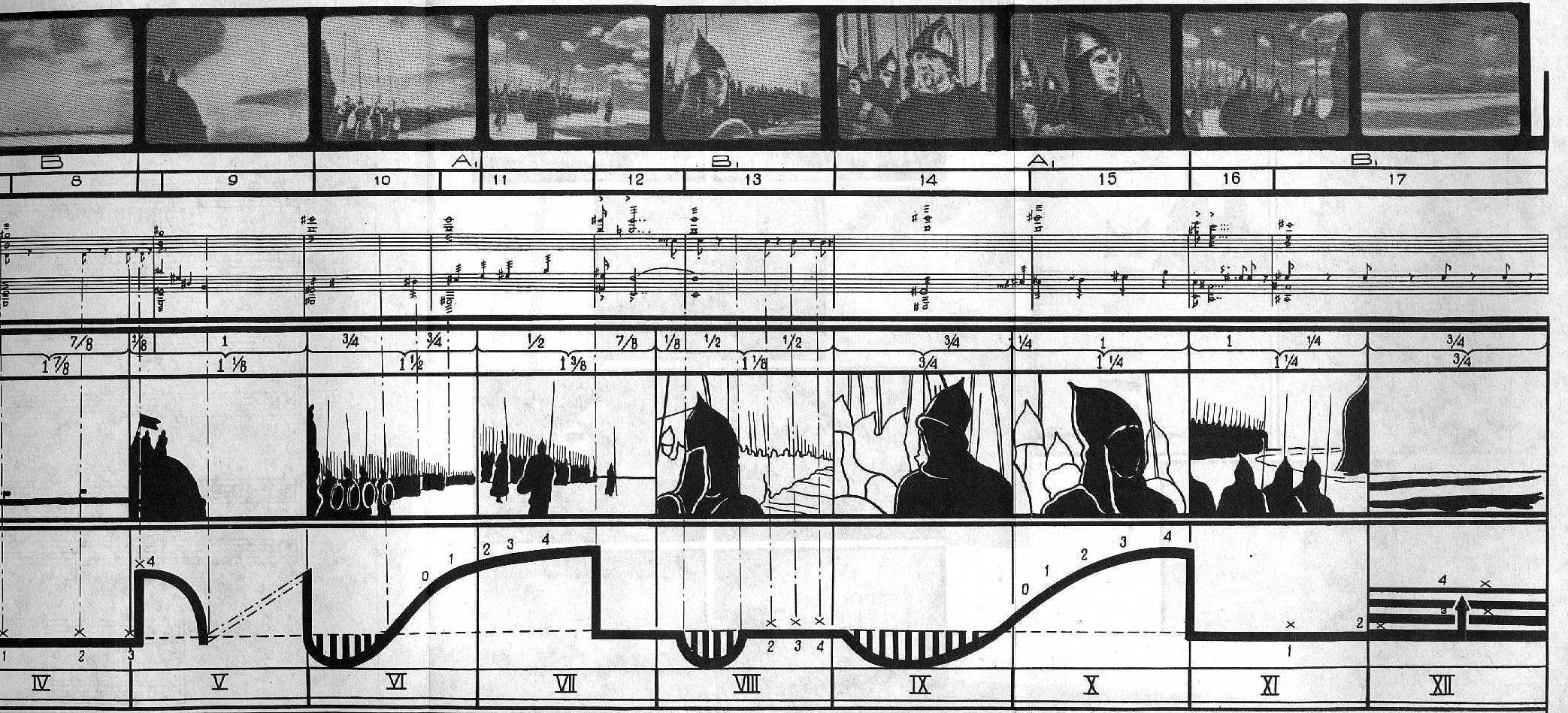
Схема звукозрительного движения в эпизоде фильма "Александр Невский", часть 2

На примере звукозрительного построения эпизода из фильма «Александр Невский» Эйзенштейн демонстрирует технику гармонизации изображения и музыки по принципу соотнесения их линейных контуров. Эпизод состоит из двенадцати кадров рассвета, полного тревожного ожидания, который предшествует началу атаки и боя после ночи, полной тревог, накануне «Ледового побоища». В нем изображается, как Александр Невский на Вороньем камне и русское воинство у подножия его, на берегу замёрзшего Чудского озера, вглядываются в горизонт и ждут наступления врага.
В «партитуре» звукозрительного движения этого эпизода видно, что в основу последовательных вертикальных соответствий звука и изображения положена схема одинакового для обеих строк жеста. Так, например, наиболее частый музыкальный жест «нарастания „сводом“ вверх» пластически предстает в эпизоде в нескольких вариациях:
- тонально (выход из затемнения и движение нарастающей освещенности в кадре I),
- линейно (по контуру облака в кадре III),
- пространственно (движение по перспективе вглубь в кадрах VI—VII),
- игрово и объемно (массивами крупных планов внутри кадров IX — Х и пластически через смену планов в переходе Х — XI).

При этом С. М. Эйзенштейн отмечает, что линейное движение, по которому строится общая схема жеста указанного эпизода, обладает образностью и связано с темой куска. Он сравнивает линию нарастающего движения и внезапного падения с кривой «затаенного дыхания»: «Расшифрованная таким образом наша кривая подъемов, падений и горизонтальных отзвуков вполне обоснованно может считаться предельным графическим обобщением того, во что может воплотиться обобщенный образ процесса некоего взволнованного ожидания».

## Критика теории вертикального монтажа
Родословная идеи вертикального монтажа восходит к декларации 1928 г. «Будущее звуковой фильмы. Заявка», подписанной Эйзенштейном, В. И. Пудовкиным и Г. В. Александровым. В цикле статей «Вертикальный монтаж» С. М. Эйзенштейн отказывается от максимализма вывода этой декларации, требовавшей обязательного несовпадения звука и изображения и развивает принцип звукозрительного контрапункта. Основное внимание при этом он уделяет поискам соизмеримости изображения и музыки, слияния их в единое гармоническое целое. Вообще для С. М. Эйзенштейна, в отличие от экспрессионистов, которые кричали формой вслед за кричащим содержанием, в фильме важна именно гармония, которая сама по себе является важным содержанием, нормализующим мир.
Критиком концепции вертикального монтажа выступил немецкий философ Теодор В. Адорно. Вместе с Х. Эйслером они написали критику монтажной теории С. М. Эйзенштейна, противопоставив концепцию советского режиссера адорновской концепции диссонанса.
«Интересно, что Эйзенштейн успел ответить на эту книгу, прочитав ее в 1949 году, но не зная, что за этим текстом стоит Адорно, а имя Айслера было проставлено потому, что Адорно, как слишком „левого“, запретили в то время упоминать в Америке. Сохранились его пометки на полях, из которых следовало, что автор знает лишь одну сторону соизмеримости, а именно — диссонанс. А диссонанс, с точки зрения Эйзенштейна, есть лишь выражение видимого „диссонансного“ мира», —  говорит специалист по творчеству С. М. Эйзенштейна Н. Клейман.
Н. Клейман называет Адорно «наследником экспрессионизма», который «полагал дисгармонию социума „основополагающей“ для искусства». С. М. Эйзенштейн же в его интерпретации — наследник Гёте, носитель чувства гармонии, главная задача которого — антропологизация природы, обнаружение «неравнодушного», человеческого в самом диалектическом движении неодушевленной материи.